# انجمن صنعت ضبط ایرلند
انجمن صنعت ضبط ایرلند (به انگلیسی: Irish Recorded Music Association) جدول رسمی تک‌آهنگ‌های ایرلند است.